# サン＝ドニ大聖堂
座標: 北緯48度56分08秒 東経2度21分35秒 / 北緯48.93556度 東経2.35972度

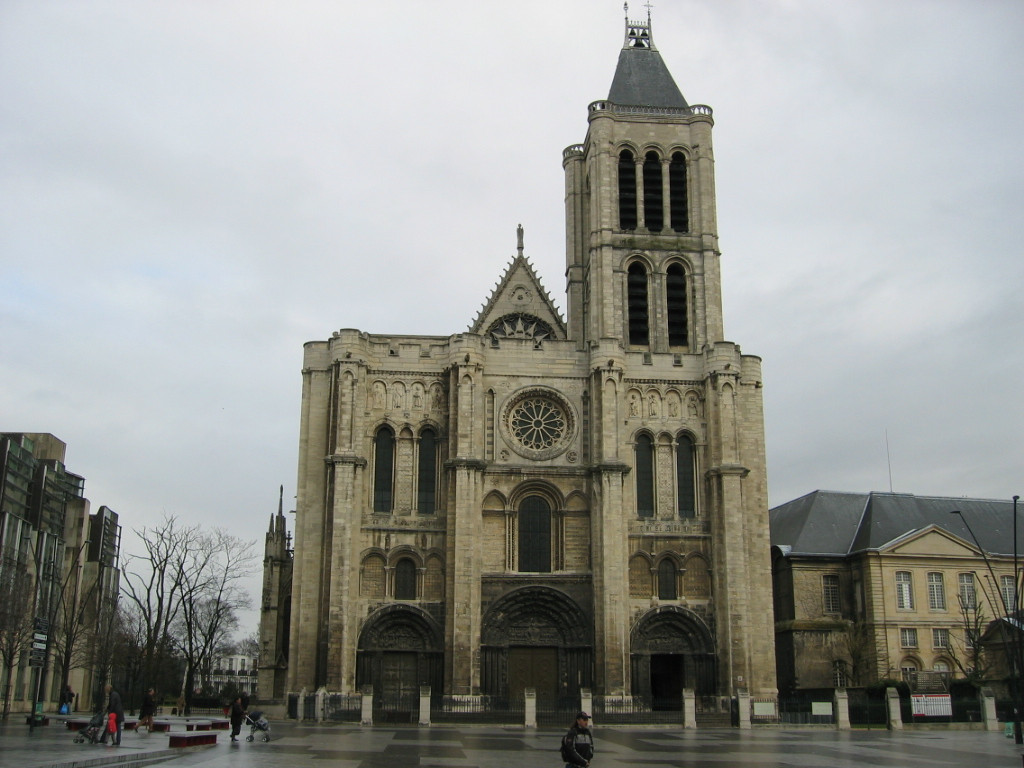
サン＝ドニ大聖堂（サン・ドニ修道院聖堂）

サン＝ドニ大聖堂（サン＝ドニだいせいどう、仏: Basilique de Saint-Denis、または単に仏: Basilique Saint-Denis）とは、歴代フランス君主の埋葬地となった教会堂。1966年よりカトリック教会のサン＝ドニ司教座が置かれている。パリ北側の郊外に位置するサン＝ドニにある。
「サン・ドニ修道院」とも呼ばれる。フランス・パリ北郊の町サン・ドニにある旧フランス王室修道院であり、現在は付属聖堂のみが残り、1966年以降はカテドラル（大聖堂）となっている。「サン・ドニ修道院聖堂」と呼ばれることもある。
「神は光なり」と言う『ヨハネによる福音書』にあるキリストの言葉を再現した建物。神が住む天上の世界を地上に再現するために、高さと光を追求した。それを実現するための画期的な建築技術は以下の3つである。第1にロマネスクの半円アーチを尖塔アーチに変え、第2に尖塔アーチをリブ・ヴォールトで補強し、第3にリブ・ヴォールトをフライング・バットレスと呼ばれる飛梁（）で支えたことである。

## 概要
イングランドにおけるウェストミンスター寺院同様、フランス王の殆どがここに埋葬されている。なお、現在この教会堂は大聖堂（カトリックにおける司教座聖堂を意味する語）と呼ばれているが、司教座が置かれたのは1966年であり、それ以前は大聖堂ではなくバシリカ（ローマ教皇から特に重要な教会堂と認められ、特別な地位を与えられた教会堂）たる大修道院教会堂であった。
この教会堂の由来として広く知られているのは、フランスの守護聖人である聖ドニ（サン・ドニ）の逸話である。伝説によると聖ドニはモンマルトルの丘で斬首されたが、首を刎ねられてもすぐには絶命せず、自分の首を持ってパリ郊外のこの地まで歩き、そこで倒れて絶命したとされる。以後そこがサン＝ドニと呼ばれることとなり、教会堂が建てられたのが、現在のサン＝ドニ大聖堂の始まりである。
フランク王国のダゴベルト1世（628年 - 637年統治）は、ベネディクト派の修道院サン＝ドニ修道院を創立した。教会堂建造を指揮したのはエリギウスという職人とされる。
1534年には、この地でイエズス会が発足した。修道院の付近に存在したサン＝ドニもしくはランディの市（）は、中世ヨーロッパ初期の国際的な市であった。当初は公認された特権により公許市場（ forum indictum ）の名で知られ、それが landit あるいは lendit へと転訛した。市は10月10日より10日間開催され、各国の商人によって取引が行われた。

## 建築

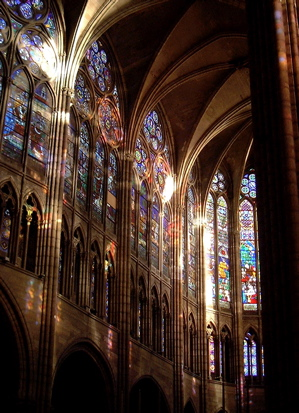
サン＝ドニの身廊北西部、夕刻

サン＝ドニ大聖堂は建築学的にも画期的な建物である。回廊は、ゴシック建築初期の主な建築のうち、後陣（chevet）もしくは東端が唯一現存している。
今日我々が目にするサン＝ドニ大聖堂のゴシック構造は、大修道院長のシュジェール（1081年 - 1155年）によって1136年頃に始まり、僅か4年の建築期間を経た後、1144年6月11日に奉献された。
しかし、現存する建築の大部分は、大修道院長ウード・クレマン（任期：1228年 - 1245年）指揮により、1231年に着工されたものである。このウード・クレマン時代に改築造営された部分は、レイヨナン様式の最初期の例として美術史上極めて重要である。内陣の周歩廊祭室にある「アレゴリーの窓」（「聖パウロの寓喩」）のステンドグラスは逸品として名高い。
周歩廊に使用された円柱は一本柱である。それに対し、アプスの柱は13世紀の改築によるものであり、石を積み上げて作る成層積みの柱である。12世紀の台座を同じ位置で再利用していることから、アプスの改築前の支柱は、周歩廊と同様、円柱であったことが確認できる。改築以降、一本柱であるモノリスの円柱は徐々に使われなくなった。　
周歩廊には、ヴォールトのリブを支持する細いアン・デリ(岩石を横向きに沿って細長く整形した石材を、縦にして用いること)の添柱が立てられている。アン・デリの添柱は通常複数のモノリスを縦に継いでつくられるが、継ぎ目は強度が弱くなるため、補強を行う必要がある。それらは、金属のリングで壁面の組積造部分に固定することで実現した。
サン＝ドニ大聖堂において、アン・デリの添柱は新たに導入した建築技術であり、ゴシック建築の線条要素の一つとして重要な構法である。
サン＝ドニ大聖堂の後に、サンス大聖堂、ノワイヨン大聖堂などでアン・デリの添柱が使われていることが確認できる。
かつて左側にも尖塔が存在したが、1837年に落雷が直撃、1840年と1846年に大嵐により損傷したため解体されたが、建材は保存されていて復元される予定である。

## 埋葬地
サン＝ドニはフランスの王と王族が何世紀にも渡って埋葬されて来た場所であり、これによりしばしば「フランス王家の墓所」と呼ばれる。10世紀 - 1789年までのフランス王は、3人を除いて皆ここに埋葬されている。
修道院教会には、死者をかたどった墓の良い例がいくつかある。王や王妃の墓の多くは上に像が彫られているが、フランス革命期、当局の命令により墓は労働者によって開けられている。遺体は取り出されて、近くの大きな穴2つに埋められた。考古学者アレクサンドル・ルノワールは、フランス記念博物館のため当局にかけあって多くの重要記念物を救った。
ギロチンにかけられたルイ16世、王妃マリー・アントワネット、王妹エリザベートの遺体はサン＝ドニには埋葬されなかった。国王夫妻の遺体はマドレーヌ墓地（fr、1794年に墓地は廃止され、王政復古期にルイ16世広場となり、現在は贖罪礼拝堂が建つ）に埋葬され、酸化カルシウムで覆われていた。王妹エリザベートは刑死後エランシ墓地（fr）に埋葬された。病気で死んだ王太子ルイ（17世）の遺体は、パリのタンプル近くの教会の無縁墓地に埋葬された。
ナポレオン・ボナパルトが教会を1806年に再開させたが、王の遺体は埋められた穴に残されたままだった。ナポレオンがエルバ島に流されると、王政復古が成された。ルイ18世は、ルイ16世とマリー・アントワネットの遺骸を捜すよう命じた。僅かな遺骸、恐らく王のものと思われる骨、女性のガーターベルトを含んだ灰色の物質が1月21日に発見され、サン＝ドニに運ばれて地下室（crypt）に埋葬された。1817年（文化14年）には、他の全遺体が入った穴が開けられたが、どれが誰の骨かを識別することは不可能だった。それらの遺体はサン＝ドニ地下室の納骨堂（ossuary）に置かれ、前に大理石板が2枚置かれ、何代ものフランス王朝の王族の名前が、教会に記録された順に何百人も連ねられている。

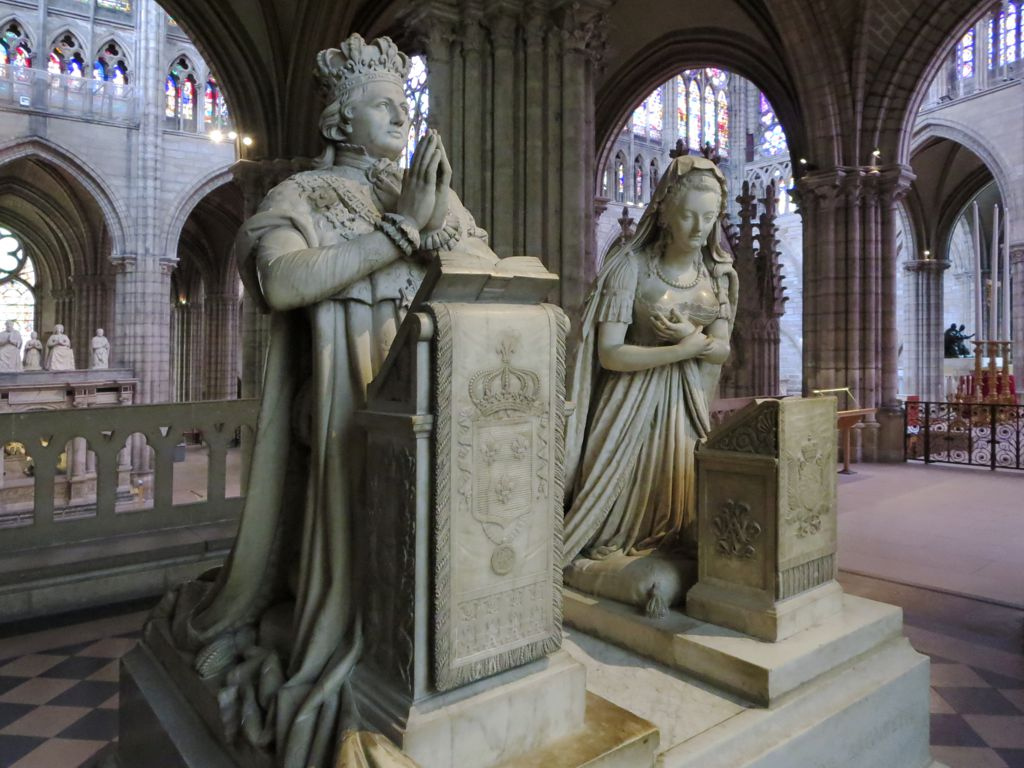
ルイ16世とマリー・アントワネットの像

ルイ18世は1824年に死亡し、納骨堂の中央、ルイ16世とマリー・アントワネットの墓側に埋葬されている。1815年 - 1830年の間に死んだ王族の棺は、地下納骨堂（vault）にも置かれている。ノートルダム大聖堂で有名な建築家ル・デュクの監督のもと、フランス記念博物館に持ち込まれた作品が教会に戻された。サン・ポン修道院に埋葬され、革命時も無事であったルイ7世の墓はサン＝ドニに移され、地下室に埋葬された。2004年には王太子、つまりルイ17世だった少年のミイラ化した心臓が地下室の壁に封印された。

## 墓
496年以降にフランスを統治した王は、ルイ2世、 シャルル3世、ルイ4世、ルイ5世といった西フランク王、 フィリップ1世、ルイ11世、シャルル10世、ルイ・フィリップのフランス王4人を除いて全員がサン＝ドニのバシリカに埋葬されている。
代表的な人物は以下：

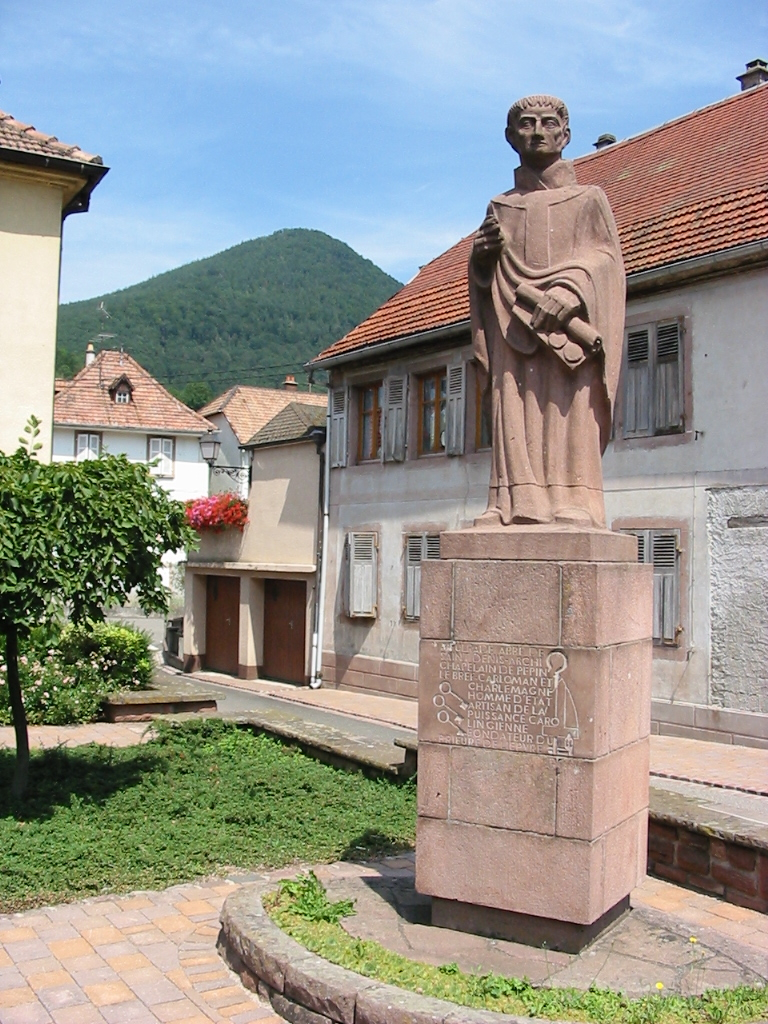
フルラド。サン・ドニ大修道院長

- キルデベルト1世（496年 - 558年）
- フレデゴン（シルペリク1世の妻）
- クローヴィス1世（465年 - 511年）
- アレゴンド（クロタール1世の妻）
- ダゴベルト1世（603年 - 639年）
- クローヴィス2世（635年 - 657年）
- カール・マルテル
- ピピン3世（714年 - 768年）とその妻ランのベルトラダ（726年 - 783年）
- カルロマン1世（768年-771年）
- シャルル2世(843年-877年)とエルマントルド・ドルレアン
- ルイ3世(879年-882年)
- カルロマン2世（866年 - 884年）
- ウード（888年 - 898年）
- ユーグ・カペー
- ロベール2世とコンスタンス・ダルル
- アンリ1世とマティルド・ド・フリーズ
- ルイ6世
- ルイ7世とコンスタンス・ド・カスティーユ
- フィリップ2世とイザベル・ド・エノー
- ルイ8世
- ルイ9世とマルグリット・ド・プロヴァンス
- フィリップ3世とイザベル・ダラゴン
- フィリップ4世
- ルイ10世とクレマンス・ド・オングリー
- ジャン1世
- フィリップ5世とジャンヌ・ド・ブルゴーニュ
- シャルル4世とジャンヌ・デヴルー
- フィリップ6世とジャンヌ・ド・ブルゴーニュ、ブランシュ・デヴルー
- ジャン2世とジャンヌ・ドーヴェルニュ
- シャルル5世とジャンヌ・ド・ブルボン
- アルメニア王レオン5世（1342年 - 1393年）
- シャルル6世とイザボー・ド・バヴィエール
- シャルル7世とマリー・ダンジュー
- シャルル8世
- ルイ12世とアンヌ・ド・ブルターニュ
- フランソワ1世 とクロード・ド・フランス
- アンリ2世とカトリーヌ・ド・メディシス
- フランソワ2世
- シャルル9世
- アンリ3世とルイーズ・ド・ロレーヌ＝ヴォーデモン
- アンリ4世とマリー・ド・メディシス、マルグリット・ド・ヴァロワ
- ルイ13世とアンヌ・ドートリッシュ
- ルイ14世とマリー・テレーズ・ドートリッシュ
- ルイ15世とマリー・レクザンスカ
- ルイ16世とマリー・アントワネット
- ルイ17世
- ルイ18世
- ベルトラン・デュ・ゲクラン（シャルル5世時代の武将、王族ではない）